# Flávia Pucci
Flávia Pucci (São Paulo, 24 de novembro de 1962) é uma atriz brasileira.

## Carreira
Já fez várias peças de Nelson Rodrigues, entre elas Paraíso, Zona Norte.A Falecida, em 1989, adaptado e dirigido por Antunes Filho. Esteve em cartaz com a peça Dramática e, na televisão, já fez parte detelenovelas.
Atuou como uma das protagonistas da telenovela Meu Pé de Laranja Lima (1998), da Band, interpretando a personagem Jandira. Também fez participações nas telenovelas Amor e Ódio (2001), do SBT, como a personagem Aurélia; e em Páginas da Vida (2006), da Rede Globo, como a personagem Juliana, a médica da clínica de alcoolismo. Sua última participação na televisão foi como a governanta Carlota na telenovela do SBT, Amigas e Rivais (2007).

### Vida pessoal
É casada com o ator Joelson Medeiros, que também integrou o elenco da telenovela Páginas da Vida.

## Filmografia

### Trabalhos na televisão
| Ano  | Título                 | Personagem         | Emissora   |
| ---- | ---------------------- | ------------------ | ---------- |
| 1998 | Meu Pé de Laranja Lima | Jandira            | Band       |
| 2000 | Marcas da Paixão       | Berenice (Nice)    | TV Record  |
| 2001 | Amor e Ódio            | Aurélia            | SBT        |
| 2006 | Páginas da Vida        | Dra. Juliana       | Rede Globo |
| 2007 | Amigas e Rivais        | Governanta Carlota | SBT        |

### Trabalhos no cinema
| Ano  | Título                | Personagem | Notas          |
| ---- | --------------------- | ---------- | -------------- |
| 2000 | Cronicamente Inviável | Sulista    |                |
| 2002 | Mutante               | Júlia      | Curta-metragem |
| 2003 | Ex Inferis            | Ana        | Curta-metragem |
| 2011 | O Banheiro do Km 45   | Gina       | Curta-metragem |

## Teatro[4]
Como atriz
| Ano       | Título                                       | Personagem     | Direção                           |
| --------- | -------------------------------------------- | -------------- | --------------------------------- |
| 1984      | Romeu e Julieta                              | —              | Antunes Filho                     |
| 1984      | Nelson 2 Rodrigues                           | —              | Antunes Filho                     |
| 1984      | Paraíso, Zona Norte. Os Sete Gatinhos        | —              | Antunes Filho                     |
| 1989      | Paraíso, Zona Norte. A Falecida              | Zulmira        | Antunes Filho                     |
| 1996      | Mary Stuart                                  | —              | Gabriel Villela                   |
| 1997      | Um Bonde Chamado Desejo                      | Blanche DuBois | Kiko Jaess                        |
| 1997      | Perdoe-me por me traíres de Nelson Rodrigues | Tio Raul       | Marco Antonio Braz                |
| 2002      | Perdida ... Uma Comédia Quântica             | —              | Marco Antonio Braz                |
| 2002      | Histórias Pra Ninar Gente Grande             | —              |                                   |
| 2003      | Quebrando Códigos                            | —              | Roberto Vignati                   |
| 2005      | A Última Viagem de Borges                    | —              | Sérgio Ferrara                    |
| 2006      | Dramática                                    | —              | Bira Honoratto & Maurício Marques |
| 2007      | Budro                                        | —              |                                   |
| 2007      | Um Sonho                                     | —              | André Guerreiros & Carlos Ebert   |
| 2009-2010 | Espia Uma Mulher Que Se Mata                 | —              | Daniel Veronese                   |
| 2010      | Tentativas Contra a Vida Dela                | —              | Felipe Vidal                      |
| 2012      | Vestido de Noiva                             | —              | Caco Coelho                       |
| 2013      | Os Vivos e os Mortos                         | Kadambini      | Francisco Gomes                   |
| 2016      | 33 Variações                                 | Clara Brandt   | Wolf Maya                         |
| 2019      | O Lado B                                     | Regina         | Marcéu Pierroti                   |
| 2022      | Testando a Sra. Moss                         | Mulher         | Ester Laccava                     |

Como diretora
| Ano  | Título                                                             | Autoria                                       |
| ---- | ------------------------------------------------------------------ | --------------------------------------------- |
| 1996 | Hamlet e Macbeth                                                   | William Shakespeare                           |
| 2002 | Os Gigantes da Montanha                                            | Luigi Pirandello                              |
| 2003 | Incoerências do Amor                                               | Olayr Coan                                    |
| 2004 | 20.000 Léguas Submarinas                                           | Jules Verne                                   |
| 2013 | Boca de Ouro                                                       | Nelson Rodrigues                              |
| 2017 | O Olho de Vidro                                                    | Bartolomeu Campos de Queirós (com Vera Holtz) |
| 2018 | O Banquete dos Homens                                              |                                               |
| 2019 | Pomba Enamorada                                                    | a partir de conto de Lygia Fagundes Telles    |
| 2019 | Paraíso Perdido                                                    | Lucas Lopes                                   |
| 2020 | Era uma Vez um Tirano                                              |                                               |
| 2022 | Para os que Virão Depois                                           | Lucas Lopes                                   |
| 2023 | Nunca vi uma Gaivota                                               | a partir da obra de Anton Chekov              |
| 2023 | Senhora dos Afogados                                               | Nelson Rodrigues                              |
| 2023 | Boca de Ouro                                                       | Nelson Rodrigues                              |
| 2023 | A Palavra Progresso na Boca de Minha Mãe Soava Terrivelmente Falsa | Matëi Visniec                                 |